# Eugeniusz Wąsiewicz
Eugeniusz Piotr Wąsiewicz (ur. 18 grudnia 1933 w Miłosławiu, zm. 25 lipca 2001) – prof. zw. dr hab. nauk medycznych, chirurg.

## Życiorys
Ukończył w Miłosławiu szkołę powszechną, a w 1952 Gimnazjum i Liceum im. Henryka Sienkiewicza we Wrześni. Następnie podjął studia na Akademii Medycznej w Poznaniu (1953-1958). Dyplom lekarza medycyny uzyskał 7 lipca 1960.
Był lekarzem chirurgiem, współpracownikiem Romana Drewsa. Staż przed i podyplomowy odbył w Szpitalu Dziecięcym w Poznaniu, Szpitalu Powiatowym we Wrześni oraz w Jugosławii. Od 1961 pracował w II Klinice Chirurgicznej Akademii Medycznej. Następnie do 1976 był założycielem i pierwszym dyrektorem Szpitala Kolejowego w Puszczykowie. Od 1976 roku pracował w Zakładzie Organizacji Ochrony Zdrowia (potem Zakład Zdrowia Publicznego) Instytutu Medycyny Społecznej Akademii Medycznej im. Karola Marcinkowskiego w Poznaniu na stanowisku kierownika zakładu, następnie jako dyrektor instytutu.
Z zakresu chirurgii uzyskał stopień doktora nauk medycznych na podstawie pracy "Przepukliny rozworu przełykowego" (28 czerwca 1967), a następnie habilitację na podstawie rozprawy "Stan zdrowia osób czterdziestoletnich na przykładzie populacji województwa poznańskiego" (21 października 1987). Na stanowisko profesora AM powołany został 1 grudnia 1992. Tytuł profesora otrzymał 1 grudnia 1996, natomiast tytuł profesora zwyczajnego z rąk Prezydenta Rzeczypospolitej Polskiej 7 lipca 1999.
Od początku pracy w Akademii Medycznej prowadził zajęcia ze studentami, pod jego kierownictwem specjalizację I i II stopnia uzyskało 275 lekarzy. Był autorem ponad 130 prac naukowych z zakresu medycyny, w tym monografii i podręczników w języku polskim i językach obcych. 
W latach 1990–1997 był przewodniczącym Sądu Lekarskiego Wielkopolskiej Izby Lekarskiej w Poznaniu.
Zmarł 25 lipca 2001.